# Río Santa Eulalia
Der Río Santa Eulalia ist ein ca. 43 km langer rechter Nebenfluss des Río Rímac in Peru in der Verwaltungsregion Lima. Einschließlich des Quellflusses Río Pallca beträgt die Flusslänge 67 km.

## Flusslauf
Der Río Santa Eulalia entsteht auf einer Höhe von etwa 3150 m im Distrikt Huanza in der Provinz Huarochirí am Zusammenfluss von Río Acobamba (rechts) und Río Pallca (links). Unmittelbar oberhalb des Zusammenflusses befindet sich die Talsperre Sheque am Río Pallca. Der Río Santa Eulalia fließt anfangs 18 km in Richtung Westsüdwest durch das Gebirge, später in Richtung Südsüdwest. Auf den oberen 31 Kilometern durchschneidet der Río Santa Eulalia die peruanische Westkordillere und verläuft dabei in engen Schluchten. Bei Flusskilometer 22 befindet sich die Talsperre Huinco (⊙). Der Río Santa Eulalia mündet schließlich im Distrikt Santa Eulalia 43 km ostnordöstlich von Lima auf einer Höhe von etwa 920 m in den Río Rímac. Er ist dessen bedeutendster Nebenfluss. Das Einzugsgebiet des Río Santa Eulalia umfasst eine Fläche von etwa 1080 km². Der Río Santa Eulalia erhält zusätzliches Wasser aus dem weiter östlich gelegenen Einzugsgebiet des Río Mantaro, das von dem See Laguna Marcapomacocha abgeleitet wird.

## Wasserkraftnutzung
Im Flusssystem des Río Rímac, zu dem der Río Santa Eulalia gehört, befinden sich mehrere Wasserkraftwerke. Am Quellfluss Río Pallca befinden sich die Wasserkraftwerke Huanza und Carhuac. Oberhalb der Talsperre Huínco liegt das Wasserkraftwerk Huinco, das sein Wasser über eine unterirdische Rohrleitung von der Talsperre Sheque erhält. Unterhalb der Talsperre Huinco wird das Wasser zum Wasserkraftwerk Callahuanca abgeleitet. Dieses erhält auch Wasser vom Oberlauf des Río Rímac. Direkt unterhalb des Wasserkraftwerks Callahuanca befindet sich ein Wehr (⊙) am Río Santa Eulalia, an welchem das Wasser erneut abgeleitet wird und über unterirdische Rohrleitung mit anschließender Druckleitung dem Wasserkraftwerk Moyopampa zugeführt wird. Dieses befindet sich unterhalb der Mündung des Río Santa Eulalia am Río Rímac.